# Eric Ljunggren
Carl Eric William Ljunggren, född 18 augusti 1978, är en svensk chefredaktör och företagsledare.

## Biografi
Den då 16-årige Ljunggren anställdes 1995 i Stenbecksfären, där han var en av de medarbetare som under ledning av Jan Stenbeck, Pelle Törnberg med flera startade Tidningen Metro. Ljunggren hade ett flertal roller på Metro och var under en tid redaktionellt ansvarig för att lansera Metro i ett 20-tal länder världen i Europa, Asien och Nordamerika.
Efter 16 år på Metro rekryterades Ljunggren 2011 av Gunilla Herlitz, chefredaktör på Dagens Nyheter, för att leda tidningens nya satsning på Stockholm.
2016 återvände Ljunggren till Metro för att bli chefredaktör för Metro Sverige.
2018 röstades Ljunggren fram till ny ordförande för AIK Fotboll. Ljunggren lämnade rollen som ordförande 2019 och är idag styrelseledamot i AIK Fotboll.
2019 anslöt Ljunggren till den ideella stiftelsen Norrsken som global marknads- och kommunikationschef. Norrsken stöttar entreprenörer som arbetar med att lösa samhällsutmaningar som fattigdom, cancer, svält, mental ohälsa och miljöproblem.
Ljunggren sitter även i styrelsen för Hugo Stenbecks Stiftelse.